# Katastralgemeinde
Katastralgemeinde bezeichnet den Geltungsbereich eines Grundkatasters (Grundbuchs). In dieser Bedeutung wird er sowohl in Österreich als auch teilweise noch in den Nachfolgestaaten der Habsburgermonarchie (z. B. in den Autonomen Provinzen Bozen – Südtirol und Trient) verwendet. Es entspricht etwa der deutschen Gemarkung, wobei in Deutschland historisch daneben auch der Begriff Katastergemeinde verwendet wurde.

## Geschichte der Katastralgemeinde
Das Wort Katastralgemeinde leitet sich vom Begriff Kataster her, hier insbesondere aus der Zeit Kaiser Franz I. zu Beginn des 19. Jahrhunderts, als mit dem Franziszeischen Kataster eine erste konsistente Landesvermessung durchgeführt wurde.

### Josefinische Steuergemeinden
In der Sache gehen Katastralgemeinden noch weiter zurück, auf Josef II. Er plante eine Steuer- und Urbarialregulierung, bei der Abgaben auf Basis einheitlich nach der Größe und der Ertragfähigkeit des gesamten bäuerlichen wie auch herrschaftlichen Grundbesitzes bemessen werden sollten. Joseph II. gab dazu eine neue Vermessung und Verzeichnung aller Gründe sowie die Bestimmung ihrer Erträge in Auftrag, die Josephinische Landesaufnahme (angeordnet am 13. Mai 1764).
Man wollte kleine Verwaltungseinheiten schaffen, die alle Siedlungen, die gesamte Bevölkerung und die gesamte Landesfläche umfassten. Zunächst wurden im Zuge einer Häuserzählung die Numerierungsabschnitte (Konskriptionsgemeinden) geschaffen, die im Wesentlichen den heutigen Ortschaften entsprechen. Damit waren zwar die Häuser erfasst, aber noch nicht Grund und Boden. Für die Festsetzung der Grundsteuer wurde daher eine neue, räumlich begrenzte Gebietseinheit geschaffen, die Josefinische Steuergemeinde. Sie sollte sich an den Nummerierungsabschnitten bzw. Konskriptionsgemeinden, also den Ortschaften, orientieren. Wo Ortschaften zu klein waren, um die Aufgaben einer Steuergemeinde zu übernehmen, wurden mehrere Konskriptionsgemeinden zu einer Steuergemeinde zusammengefasst, so dass die allermeisten Steuergemeinden wenigstens 40 bis 50 Häuser umfassten; viele von ihnen waren deutlich größer. Sie wurden in ihren Grenzen vorrangig topographisch gezogen und in den Steuerkataster, das Josephinische Lagebuch, eingetragen. Im Gegensatz zur Bildung der Konskriptionsgemeinden nahm man jedoch beispielsweise in Kärnten bei der Ziehung der Grenzen der Steuergemeinden auch auf die Jurisdiktionsgrenzen Rücksicht. Dadurch wurden einige Orte, die bei der Bildung der Nummerierungsabschnitte noch als eine Ortschaft betrachtet worden waren, nun durch die Grenzen der Steuergemeinden zerschnitten.
Die Josefinische Steuerreform wurde schon 1790 wieder aufgehoben.
Im französisch verwalteten Oberkärnten wurde die Grundsteuer ab 1810 wieder nach dem Josefinischen Kataster bemessen; und als Grundlage der dortigen Verwaltungsreform 1811 verwendete man die Grenzen der Steuergemeinde: Man bildete Arrondissements, die mehrere Steuergemeinden umfassten. Diese Einrichtung blieb, unter geändertem Namen, auch eine Zeit lang nach Ende der französischen Herrschaft bestehen: Bezirke bestanden aus mehreren Hauptgemeinden (Arrondissements); diese wiederum waren jeweils aus mehreren Untergemeinden (die den Josephinischen Steuergemeinden entsprachen) gebildet.

### Steuergemeinden des stabilen Katasters (Katastralgemeinden)
Franz I. ordnete im Jahr 1806 an, ein „allgemeines, gleichförmiges und stabiles Grundsteuerkatastersystem“ für die gesamte Monarchie auszuarbeiten. Dabei sollte insbesondere die Steuerbemessung von der Fläche abhängen und konstant („stabil“) bleiben, um Fleiß nicht zu bestrafen. Mit dem kaiserlichen Grundsteuerpatent vom 23. Dezember 1817 wurde die neuerliche Vermessung angeordnet. Nur langsam setzte sich die Bezeichnung Katastralgemeinde gegenüber den zunächst synonym verwendeten Begriffen Gemeinde (bis zur Gemeindereform Mitte des 19. Jahrhunderts in Gebrauch) und Steuergemeinde (bis ins 20. Jahrhundert hinein in Gebrauch) durch.
Damit ist das System der Katastralgemeinden – im Raum der Habsburgermonarchie – mehrere Jahrzehnte älter als das der Ortsgemeinden (politischen Gemeinden), die erst nach der Revolution 1848/49 geschaffen wurden, als mit Aufhebung der Grundherrschaften und dem Ende der ständischen Verfassung auch eine Neugestaltung der politischen Verwaltung und der Gerichte vorgenommen wurde.

## Geltungsbereich
Die Bezeichnung Katastralgemeinde oder die entsprechende Bezeichnung in der jeweiligen Landessprache wird auch heute in den Nachfolgestaaten größtenteils für solche Einheiten aus dem Grenzkataster verwendet.
In folgenden Ländern wird die Bezeichnung auch heute verwendet:
- in Österreich: Katastralgemeinde (KG)
- in Italien (Südtirol, Trentino, ehemalige Provinzen Triest, Görz und 15 Gemeinden der Provinz Udine, die bis 1923 unter Görzer Verwaltung waren): comune censuario oder comune catastale
- in Slowenien: katastrska občina
- in Kroatien: katastarska općina
- in der Slowakei: katastrálne územie (wörtlich Katastralgebiet)
- in Tschechien: katastrální území (wörtlich Katastralgebiet)
- in den Niederlanden: kadastrale gemeente
- in Polen: obręb ewidencyjny
- in Deutschland entspricht im grundbuchrechtlichen Sinne die Gemarkung der Katastralgemeinde, historisch findet sich dort aber auch der Begriff Katastergemeinde.[6]

## Österreich

### Katastralgemeinde und Grundbuch
In Österreich wird die Katastralgemeinde heute im Vermessungsgesetz (VermG) geregelt. Dort wird sie folgendermaßen definiert:
Katastralgemeinden entsprechen dem Geltungsbereich des jeweiligen örtlichen Grundbuchs, für jede Katastralgemeinde wird ein Hauptbuch angelegt. Damit ist die Katastralgemeinde die kleinste bundesrechtliche Gliederungseinheit (abgesehen von Wahlsprengeln). Das räumliche Gebiet (die Bestandteile an Grund und Boden) der Katastralgemeinden sind nur mehr eine Eigentumsgliederung: Grundbuchskörper mit Grundstücken, Benutzungsart und Benutzungsabschnitten (Parzellen).
Auch die Benennung und die Schreibweise wird im § 7 geregelt und obliegt dem Bundesamt für Eich- und Vermessungswesen nach Anhörung der Gemeinde im Einvernehmen mit dem Präsidenten des zuständigen Oberlandesgerichtes.

### Zusammenhang mit den politischen Gemeinden
Bei Einführung der Katastralgemeinden wurde für jede damalige Steuergemeinde ein Grundbuch (Hauptbuch) angelegt, wobei teilweise auch Grenzbereinigungen und Gebietszusammenlegungen stattfanden. Gutsgebiete waren häufig als eigene Katastralgemeinden zusammengefasst. Eine (politische) Gemeinde kann aus mehreren Katastralgemeinden bestehen.
Die Grenzen der Katastralgemeinden und heutigen politischen Gemeinden dürfen sich per Gesetz nicht überschneiden, sodass weder ein Grundstück mit einer Grundstücksnummer noch eine Katastralgemeinde in die Verwaltungshoheit zweier Gemeinden fallen kann.
Katastralgemeinden können bei Gebietsänderungen zeitweise auch in verschiedenen Gemeinden liegen, da die Gliederung der Katastralgemeinden durch das Bundesamt für Eich- und Vermessungswesen (BEV) erfolgt, die von Gemeinden jedoch durch die jeweilige Landesregierung den jeweiligen Landtag, und die erforderlichen Verwaltungsverfahren unabhängig voneinander erfolgen. Das Nachziehen der Grenzen oder eines Namens der Katastralgemeinde ist im § 7 des Vermessungsgesetzes vorgesehen. Demnach kann das BEV nach Anhörung der Gemeinde im Einvernehmen mit dem Präsidenten des Oberlandesgerichts diese Änderungen durchführen.

### Katastralgemeinde, Ortschaft und Ort
Nicht zu verwechseln mit den Katastralgemeinden sind die Ortschaften und die Orte. Ortschaften waren ursprünglich eine Ansammlung von Häusern, die durch eine gemeinsame Konskriptionsnummerierung zusammengefasst wurden (also Adressbereiche, auch Konskriptionsgemeinden; siehe Numerierungsabschnitt). Die Begründung einer Ortschaft – immer als Siedlungsraum – kann Grundlage einer Katastralgemeinde sein, ist es aber nicht zwingend: In einer Katastralgemeinde können auch mehrere Ortschaften liegen, oder umgekehrt, oder die beiden Systeme keinen Zusammenhang haben. In manchen Bundesländern sind in weiten Bereichen Katastralgemeindegliederung und Ortschaftsgliederung bis heute übereinstimmend, in Niederösterreich etwa werden für die allgemeine Ortsgliederung vornehmlich die Katastralgemeinden angegeben, in anderen Bundesländern die Ortschaften. In Tirol und Vorarlberg bezeichnet man übereinstimmende Katastralgemeinden und Ortschaften meist als Fraktion.
Selbst wenn es in einer Katastralgemeinde nur eine Ortschaft gibt und beider Namen denselben Ursprung haben, können die Namen unterschiedlich geschrieben werden. Während die ursprüngliche, in den Grundbüchern definierte Schreibweise der Katastralgemeinde meist erhalten blieb, wurden die Ortsnamen oft an neue Rechtschreibregeln angepasst, beispielsweise in Ortsnamen mit dem Wort Weiß wie Weissenbach (Katastralgemeinde) und Weißenbach (Ortschaft). Auch bei Gebmanns in der Katastralgemeinde Göbmanns im Bezirk Korneuburg oder bei Schwaighof in der Katastralgemeinde Schweighof im Bezirk Hartberg-Fürstenfeld liegt diese Anpassung vor. Umgekehrt heißt etwa die KG der Gemeinde Oetz aber Ötz. Auch Namenserweiterungen der Gemeinde oder des Ortes, insbesondere Zusätze zur Unterscheidung gegenüber gleichnamigen Orten und Gemeinden, haben die Katastralgemeindebezeichnungen oft nicht mitgemacht.
Am 1. Jänner 2003 gab es in Österreich 7853 Katastralgemeinden, am 1. Jänner 2004 noch 7846 – mit dem 1. Jänner 2008 gab es aber 17.368 Ortschaften, mit 1. Jänner 2024 noch 17.011 Ortschaften.

### Vermessungsbezirke
Vermessungsbezirke sind die Sprengel der Vermessungsämter. Obwohl die Untergliederung des Vermessungswesens eng mit der territorialen Gliederung der Gerichtswesens zusammenhängt, deckten sich früher die Vermessungsbezirke häufig mit dem Umfang der politischen Bezirke. So waren im Jahr 1989 43 der damaligen 68 Vermessungsbezirke deckungsgleich mit den jeweiligen politischen Bezirken. In den letzten Jahrzehnten wurde die Zahl der Vermessungsämter jedoch sukzessive auf 41 reduziert.

### Katastralgemeindenummer
Die 5-stellige Katastralgemeindenummer (KGNR) identifiziert eindeutig eine Katastralgemeinde. Sie wird vom Bundesamt für Eich- und Vermessungswesen (BEV) vergeben.
Sie untergliedert sich in:
1.–2. Stelle: ∗ Vermessungsbezirk
3. Stelle: Gerichtsbezirk (Laufnummer für das Bezirksgericht, das als Katastergericht in einem Teil der Vermessungsbezirks zuständig ist)
4.–5. Stelle: Katastralgemeinde (Laufnummer nach Vermessungsbezirk)
∗ In Angaben entfällt manchmal die führende «0»

### Zugang
Die Übersicht über die Katastralgemeinden kann jederzeit auf jedem Gemeindeamt durch Einsicht in das Grundbuch gewonnen werden.
Es wurde in den letzten Jahren die Digitale Katastralmappe (DKM) und die Grundstücksdatenbank (GDB) erstellt, die gegen Gebühr jedermann zugänglich sind. Außerdem bieten inzwischen einige der Länder-GIS (kostenfrei zugänglich über das Portal geoland.at) sowohl die Ansicht wie die Suchabfrage nach Aspekten des Katastern an.

## Tschechien und Slowakei
Die beiden Länder kennen die Bezeichnung Katastralgemeinde aus Zeiten der Monarchie ebenfalls noch. Sie heißen tschechisch Katastrální území bzw. slowakisch Katastrálne územie und haben exakt dieselbe Funktion wie in Österreich, also eine grundbücherliche Verwaltungsgliederung. Da beide slawische Bezeichnungen von dem Grundwort země („Land“) ausgehen, verdeutlichen sie besser als die deutschsprachige, dass es sich nicht um Formen der Selbstorganisation handelt.